# Paolo Camossi
Paolo Camossi (ur. 6 stycznia 1974 w Gorycji) – włoski lekkoatleta specjalizujący się w trójskoku, uczestnik letnich igrzysk olimpijskich w Sydney (2000), halowy mistrz świata z Lizbony (2001).

## Sukcesy sportowe
- siedmiokrotny mistrz Włoch w trójskoku – 1996, 1997, 1998, 1999, 2001, 2003, 2005[1]
- dwukrotny halowy mistrz Włoch w skoku w dal – 1996, 2000[2]

| Rok  | Miasto    | Zawody                     | Konkurencja | Wynik         |
| ---- | --------- | -------------------------- | ----------- | ------------- |
| 1997 | Bari      | igrzyska śródziemnomorskie | trójskok    | złoty medal   |
| 1998 | Budapeszt | mistrzostwa Europy         | skok w dal  | 7. miejsce    |
| 1999 | Sewilla   | mistrzostwa świata         | trójskok    | 5. miejsce    |
| 2000 | Gandawa   | halowe mistrzostwa Europy  | trójskok    | brązowy medal |
| 2000 | Sydney    | igrzyska olimpijskie       | trójskok    | 8. miejsce    |
| 2001 | Lizbona   | halowe mistrzostwa świata  | trójskok    | złoty medal   |

## Rekordy życiowe
- trójskok – 17,45 – Mediolan 07.06.2000
- skok w dal – 8,16 – Padwa 07.06.1998
- trójskok (hala) – 17,32 – Lizbona 09.03.2001
- skok w dal (hala) – 7,70 – Florencja 30.01.1999